# Comitatul Uinta, Wyoming
Comitatul Uinta, conform originalului din engleză, Uinta County, este unul din cele 23 comitate ale statului american  Wyoming.

## Demografie
|  | Graficele sunt indisponibile din cauza unor probleme tehnice. Mai multe informații se găsesc la Phabricator și la wiki-ul MediaWiki. |

Date: Wikidata - grafică realizată de Wikipedia